# Сеид Алим-хан
Сеи́д Мир Мухамме́д Али́м-хан (3 января 1880 года, Бухара, Эмират Бухара — 5 мая 1944 года, Кабул, Королевство Афганистан) — последний, 12-й, эмир Бухарского эмирата. Представитель узбекского рода и династии Мангытов.
Взошёл на трон после смерти отца — Сеида Абдулахад-хана, правил с 10 января 1911 года по 30 августа 1920 года. Бежал из эмирата в соседний Эмират Афганистан из-за революции в Бухаре и вторжения Рабоче-крестьянской Красной армии, которые установили на территории эмирата Бухарскую Народную Советскую Республику. Сотрудничал с Британской империей в надежде вернуть власть и возродить эмират.
Эмират Бухара, основанный в 1785 году, с 1868 года имел статус вассального государства Российской империи, с элементами протектората. 

## Биография
Сеид Мир Мухаммед ибн Абдулахад Алим-хан родился 3 января 1880 года в столице Бухарского эмирата — Бухаре. Его отцом был тогдашний эмир Бухары — Сеид Абдулахад-хан, а дедушкой — эмир Сеид Музаффар. Генеалогия Алим-хана:
| Худаяр-бий | Худаяр-бий | Худаяр-бий | Худаяр-бий | Худаяр-бий | Худаяр-бий |          |          | Абулфейз-хан | Абулфейз-хан | Абулфейз-хан | Абулфейз-хан | Абулфейз-хан | Абулфейз-хан |        |        |        |        |  |  |  |  |  |  |  |  |  |  |  |  |  |  |
| Худаяр-бий | Худаяр-бий | Худаяр-бий | Худаяр-бий | Худаяр-бий | Худаяр-бий |          |          | Абулфейз-хан | Абулфейз-хан | Абулфейз-хан | Абулфейз-хан | Абулфейз-хан | Абулфейз-хан |        |        |        |        |  |  |  |  |  |  |  |  |  |  |  |  |  |  |
| Даниял-бий |            |            |            |            |            |          |          |              |              |              |              |              |              |        |        |        |        |  |  |  |  |  |  |  |  |  |  |  |  |  |  |
|            |            |            |            |            |            |          |          |              |              |              |              |              |              |        |        |        |        |  |  |  |  |  |  |  |  |  |  |  |  |  |  |
| Шахмурад   | Шахмурад   | Шахмурад   | Шахмурад   | Шахмурад   | Шахмурад   |          |          | Юлдуз-бегим  | Юлдуз-бегим  | Юлдуз-бегим  | Юлдуз-бегим  | Юлдуз-бегим  | Юлдуз-бегим  |        |        |        |        |  |  |  |  |  |  |  |  |  |  |  |  |  |  |
| Шахмурад   | Шахмурад   | Шахмурад   | Шахмурад   | Шахмурад   | Шахмурад   |          |          | Юлдуз-бегим  | Юлдуз-бегим  | Юлдуз-бегим  | Юлдуз-бегим  | Юлдуз-бегим  | Юлдуз-бегим  |        |        |        |        |  |  |  |  |  |  |  |  |  |  |  |  |  |  |
|            |            |            |            |            |            |          |          |              |              |              |              |              |              |        |        |        |        |  |  |  |  |  |  |  |  |  |  |  |  |  |  |
|            |            |            |            | Хайдар     |            |          |          |              |              |              |              |              |              |        |        |        |        |  |  |  |  |  |  |  |  |  |  |  |  |  |  |
|            |            |            |            |            |            |          |          |              |              |              |              |              |              |        |        |        |        |  |  |  |  |  |  |  |  |  |  |  |  |  |  |
|            |            |            |            | Насрулла   |            |          |          |              |              |              |              |              |              |        |        |        |        |  |  |  |  |  |  |  |  |  |  |  |  |  |  |
|            |            |            |            |            |            |          |          |              |              |              |              |              |              |        |        |        |        |  |  |  |  |  |  |  |  |  |  |  |  |  |  |
|            |            |            |            | Музаффар   | Музаффар   | Музаффар | Музаффар | Музаффар     | Музаффар     |              |              | Шамшад       | Шамшад       | Шамшад | Шамшад | Шамшад | Шамшад |  |  |  |  |  |  |  |  |  |  |  |  |  |  |
|            |            |            |            | Музаффар   | Музаффар   | Музаффар | Музаффар | Музаффар     | Музаффар     |              |              | Шамшад       | Шамшад       | Шамшад | Шамшад | Шамшад | Шамшад |  |  |  |  |  |  |  |  |  |  |  |  |  |  |
|            |            |            |            |            |            |          |          |              |              |              |              |              |              |        |        |        |        |  |  |  |  |  |  |  |  |  |  |  |  |  |  |
|            |            |            |            |            |            |          |          | Абдулахад    |              |              |              |              |              |        |        |        |        |  |  |  |  |  |  |  |  |  |  |  |  |  |  |
|            |            |            |            |            |            |          |          |              |              |              |              |              |              |        |        |        |        |  |  |  |  |  |  |  |  |  |  |  |  |  |  |
|            |            |            |            |            |            |          |          | Алим         |              |              |              |              |              |        |        |        |        |  |  |  |  |  |  |  |  |  |  |  |  |  |  |

### Ранние годы
Начальное образование получил в бухарском медресе Мири Араб. В 1893 году, в тринадцатилетнем возрасте был отправлен Сеидом Абдулахад-ханом в Санкт-Петербург для изучения науки управления государством и военного дела. Был принят на учёбу в Санкт-Петербургский Николаевский кадетский корпус, где учились дети высших военных чинов Российской империи. В апреле 1896 года был произведён в хорунжие с зачислением по Терскому казачьему войску, с присвоением звания флигель-адъютанта. В том же году окончил обучение и вернулся в Бухару, получив в столице империи подтверждение статуса наследного принца Бухары. Полный титул Сеида Алим-хана — Наследник Его Высочества Бухарского Эмира. Во время трёхлетней учёбы в Санкт-Петербурге обрёл множество друзей и знакомых среди детей высших чинов империи, а также полностью освоил русский язык. Помимо своего родного узбекского языка владел персидским, так как этот язык был официальным в Бухарском эмирате. С юности увлекался поэзией, тогда же начал писать стихи, в основном на персидском языке.

### Начало государственной деятельности
Спустя два года после возвращения в Бухару был назначен бе́ком (правителем) вилаята (провинции) Наса́ф (ныне город Карши и его окрестности), который находился к юго-востоку от Бухары. Последующие годы занимал пост правителя провинции Кармана́ (ныне города Кармана, Навои и их окрестности), которая была одной из крупнейших и важнейших провинций эмирата. В декабре 1909 года Сеид Алим-хан, числящийся в Терском казачьем войске и имеющий звание флигель-адъютанта, и имеющий чин войсковой старшины, произведён в полковники.
7 января 1911 года умер эмир Бухары Сеид Абдулахад-хан, отец Сеида Алим-хана. Наследник официально вступил в должность в тот же день, но торжественная коронация прошла через месяц, так как в эмирате был траур по случаю смерти эмира и совершались похоронные обряды. Император Всероссийский Николай II даровал Сеиду Алим-хану титул Его Высочество и поздравил с восшествием на престол.
Эмир Сеид Алим-хан объявил, что отныне ни он, ни его приближённые не будут принимать подарков и дарований, и категорически запретил чиновникам и должностным лицам брать взятки от народа и использовать налоги в личных целях. Однако, произвол чиновников, продолжался, что было подробно описано Садриддином Айни и Дмитрием Логофетом.
Сеид Алим-хан поддерживал хорошие отношения с Российской империей, Британской империей, Эмиратом Афганистан, Имперским Государством Иран, Османской империей, с соседним Государством Хорезм (Хивинское ханство).
Начиная с правления его отца в эмирате возникло движение джадидов (джадидистов), которые выступали за бесплатное образование, демократические реформы, за развитие просвещения, литературы, в частности поэзии, и журналистики. Территорию среднеазиатских владений Российской империи посещал крымскотатарский просветитель Исмаил Гаспринский. В 1893 и 1907 годах он встречался с эмиром Бухарским Сеид Абдулахад-ханом и представителями местной интеллигенции. В эмирате силами джадидистов были открыты несколько светских школ, где светским наукам и предметам бесплатно обучались дети из разных социальных слоёв. Начали издаваться общественно-политические газеты и журналы, отдельные джадидисты стали выпускать собственные трактаты и книги. В этих периодических изданиях они публиковали статьи, сатирические стихи и карикатуры, высмеивающие эмира и его приближённых. 
После 1917 года всё это было воспринято окружением Сеида Алим-хана как открытое выступление против политики эмирата; некоторых джадидистов арестовали и посадили в бухарский зиндан; часть из них приговорили к различным наказаниям согласно шариату, в том числе к бичеванию плетью. К такому наказанию был приговорён и Садриддин Айни. После массовых преследований джадидистов большинство из них решили покинуть эмират и поселились в основном в Самарканде и Ташкенте: эти два города входили в состав Туркестанского края Российской империи, и на них не распространялись законы эмирата. Там джадидисты стали выпускать свои газеты, журналы и другую литературу, которые подпольно переправляли в Бухару. Несмотря на это, часть приближённых всё-таки поддерживала джадидистов. Наибольшее влияние на Сеида Алим-хана имели исламские (духовные) приближённые и советники, которые придерживались радикального ислама, поэтому Бухара была известна в мусульманском мире как «сильный оплот ислама».
В число известных людей, бывших в окружении эмира до весны 1917 года, входил один из первых узбекских генералов царской армии России Мир Хайдар Мирбадалев. На деньги эмира Бухарского в Санкт-Петербурге были выстроены Санкт-Петербургская Соборная мечеть и Дом эмира Бухарского.

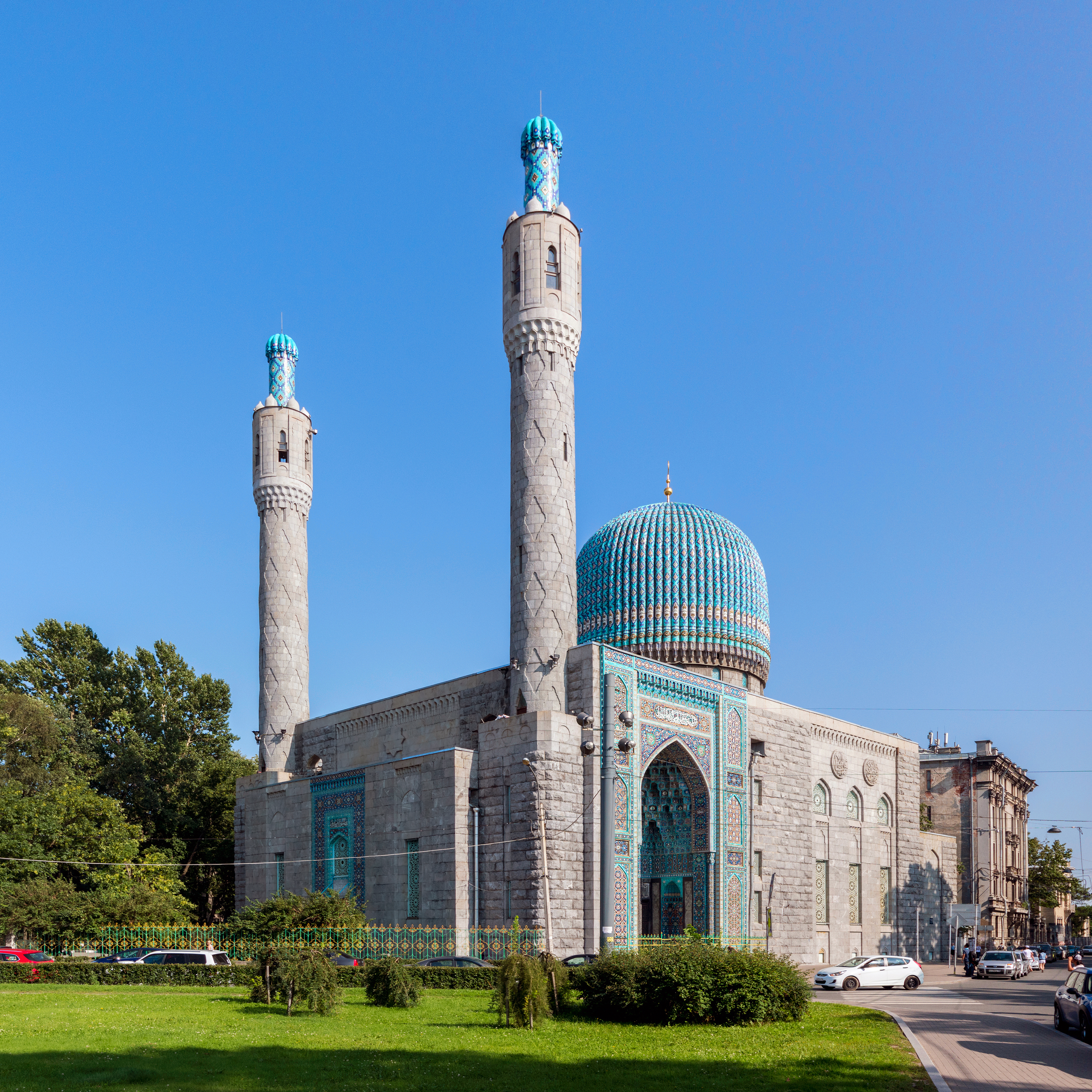
Соборная мечеть в Санкт-Петербурге, открытая при участии эмира Сеида Алим-хана

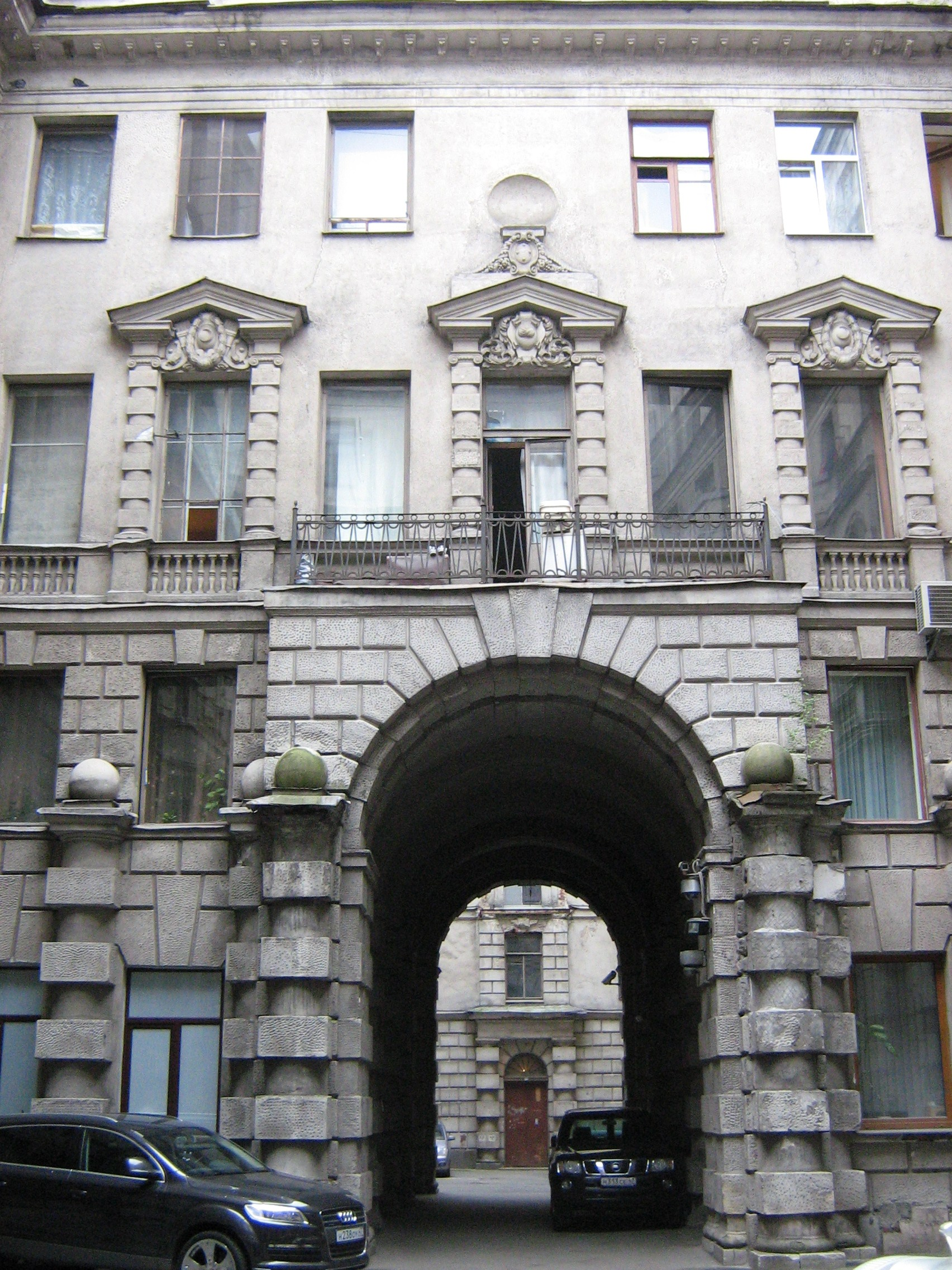
Дом эмира Бухарского (двор) в Санкт-Петербурге (Каменноостровский проспект, 44б)

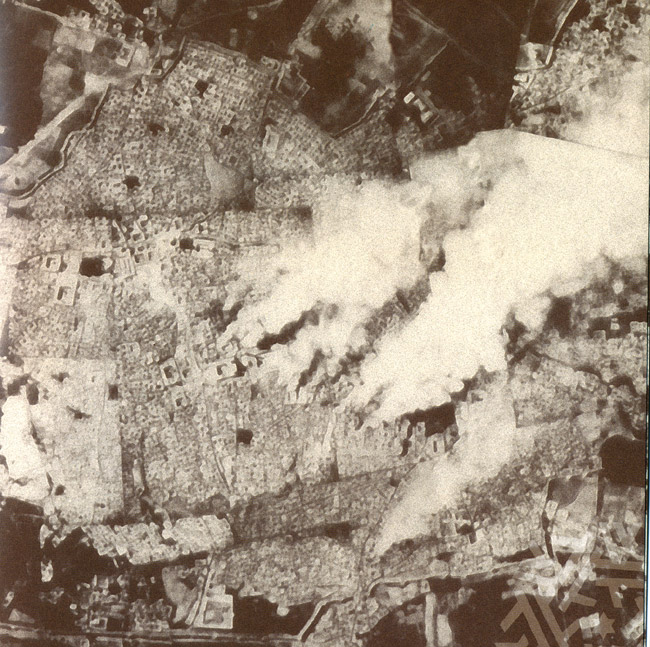
Горящая Бухара (1 сентября 1920)

13 мая 1911 года Его Высочество Эмир Бухарский Сеид Алим был произведён в чин генерал-майора с зачислением в Свиту Его Императорского Величества и с оставлением по Терскому казачьему войску.
22 февраля 1913 года Саид Алим-хан вместе с хивинским ханом Асфандияр-ханом принял участие в открытии первой соборной мечети в Санкт-Петербурге.
30 декабря 1915 года числящийся по Терскому казачьему войску Свиты Его Величества генерал майор Его Высочество Эмир Бухарский Сеид Алим произведён, за отличие по службе, в генерал-лейтенанты, с назначением генерал-адъютантом к Его Императорскому Величеству и с оставлением по Терскому казачьему войску.

### Свержение
После начала революции 1917 года в Российской империи и манифестаций в Бухаре эмир обрушился на сторонников демократических реформ (см. младобухарцы) с репрессиями. Когда Красная армия штурмом захватила Бухару, он бежал вместе с группой чиновников, включая кушбеги — премьер-министра страны Низамаддина Урганджи, на восток Бухарского эмирата, а затем в Королевство Афганистан, где и получил убежище.
В эмиграции зарабатывал себе на жизнь торговлей каракулем; по некоторым данным, поддерживал басмачество. К старости почти ослеп, его банковские счета в Российском государственном банке были заблокированы по настоянию властей СССР. По некоторым данным, у эмира в этом банке хранилось около 27 млн рублей золотом, и ещё около 7 млн — в частных коммерческих банках России. Также известно, что летом 1917 года через посредничество русского резидента в Бухаре А. Миллера и промышленника И. Стахеева эмир Сеид Алим-Хан положил во французские и английские банки 150 млн р. Таким же образом позднее были перечислены ещё 32 млн р. Завещал написать на своей могиле: «Эмир без родины жалок и ничтожен. Нищий, умерший на родине, — воистину эмир». Умер в Кабуле 5 мая 1944 года.
Награждён орденами Святого Александра Невского и Святого Владимира (на приведённой цветной фотографии на халате эмира отчётливо видна звезда этого ордена с девизом «Польза, честь и слава»).
По рассказам детей Сеида Алим-хана, его любимыми блюдами были плов с бараниной, а также сумаляк и нишалло.

## Потомки

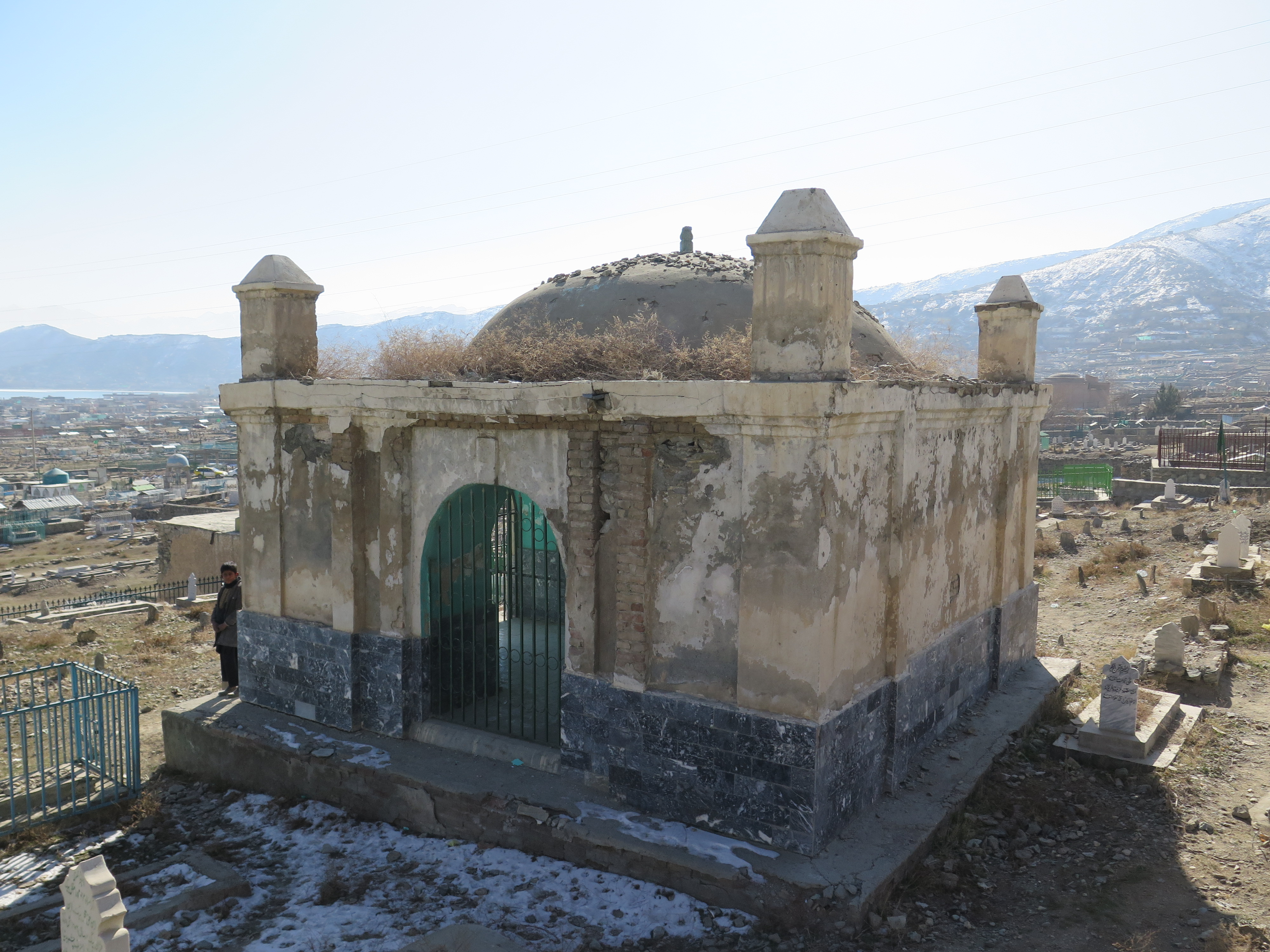
Гробница Сеид Алим-хана в кабульском кладбище «Шахада́и Са́лихи́йн» в 2014 году

У Сеид Алим-хана имеется довольно многочисленное потомство, которое в настоящее время насчитывает около 500 человек. Во время последних лет жизни эмира почти все его потомки были вместе с ним за исключением нескольких человек. Из-за того, что Красная армия к концу августа 1920 года стремительно окружала и начала бомбардировку и штурм Бухары, Сеид Алим-хан спешно начал эвакуировать себя, свою семью и часть приближенных. Из-за внезапности вынужденной эвакуации, по неизвестным причинам трое его малолетних сыновей примерно 8-10 летние (по другим данным, 4-6 летние) — Султанмурад, Шахмурад и Рахимхан остались в Бухаре. После взятия Бухары большевики обнаружили их и сначала хотели их расстрелять вместе с оставшимися несколькими членами семьи и приближенных эмира (по аналогии расстрела Николая II с семьёй и приближенными), но оставили их в живых в целях дальнейшей пропаганды в свою пользу, отправив всех троих в Москву, на воспитание в детский дом для сирот погибших большевиков и солдат Красной армии.
Сеид Алим-хан обратился к большевикам и к мировой общественности, чтобы оставшихся в Бухаре его детей и других членов семьи отпустили к нему в Афганистан. Но большевики отказали ему и фактически держали в качестве заложников для личных политических и идеологических целей. Старший из оставшихся в СССР трёх сыновей Сеид Алим-хана — Султанмурад был инвалидом и хромым с рождения. Окончил Рабочий факультет и после учёбы начал работать на фабрике для инвалидов. По некоторым данным, владел английским языком. Через некоторое время Султанмурад был арестован НКВД и объявлен «врагом народа». Ему среди прочих обвинений инкриминировалось сотрудничество с британской разведкой. После ареста Султанмурад объявил голодовку и вскоре скончался, скорее всего, от истощения. Султанмурад был женат. Его жена в это время работала на мыловаренном заводе и, по некоторым сведениям, узнав о смерти своего мужа, бросилась в котёл с кипящим мылом.
Перед началом Второй мировой войны, во время «Большого террора», младший из оставшихся в СССР сыновей Сеид Алим-хана, Рахимхан, пытался бежать из страны, но был задержан советскими пограничниками прямо на советско-афганской границе. По одним данным, он был задержан на территории Узбекской ССР, прямо на реке Амударья, которая отделяла СССР и Афганистан, по другим данным, он был задержан на территории Туркменской ССР, где граница между СССР и Афганистаном проходит по степям и возвышенностям. После этого ему был зачитан приговор о расстреле, и он был расстрелян НКВД.
Средний из троих — Шахмурад также был вместе со своими братьями в московском детском доме, но в 1922 году вместе с несколькими бухарскими юношами был отправлен властями Бухарской Народной Советской Республики на учёбу в Германию в рамках подготовки новых молодых кадров для молодой республики. Из-за идеологических соображений, ему было дано новое ФИО — «Алимов Шах Муратович» (по другим данным, его ФИО было «Шахмурад Алимханов»). После возвращения из учёбы, владел в совершенстве немецким языком. Также учился в институте угольной промышленности. По словам однокурсника Шахмурада, Хайдара Юсупова, Шахмурад мечтал стать военным, но его не могли принять на учёбу в военное училище из-за идеологических соображений, так как он являлся «сыном врага народа». После этого, по совету друзей и знакомых, он решил отречься от своего отца. В 1930 году (по другим данным, в 1929 году) он написал своему отцу открытое письмо через газету «Известия», где отрекся от Сеид Алим-хана, обвиняя его самого и его власть в тяжких грехах и деяниях. По некоторым данным, это было устроено НКВД, которое подтолкнуло его к такому шагу через знакомых и друзей, которые являлись осведомителями этой спецслужбы. После этого он был принят в московскую Военно-инженерную академию имени В. В. Куйбышева. После окончания учёбы начал преподавать в этой же академии. Служил в Красной Армии и позднее получил звание генерал-майора. Участвовал в Великой Отечественной войне (Второй мировой войне) и потерял ногу, был награждён орденом Красного Знамени, а после окончания войны вновь начал преподавать в Военно-инженерной академии имени В. В. Куйбышева в Москве. Был женат, жену звали Лидия Михайловна. По воспоминаниям одного из современников Шахмурада, «Когда Шахмурад приходил к нам в гости с женой Лидией Михайловной, то, выпив, вспоминал родителей и плакал». Многие из знакомых и друзей Шахмурада не знали о его происхождении, и он рассказывал о своём прошлом лишь близким друзьям. По некоторым данным, умер в 1985 году в Москве, в возрасте 75 лет.
После распада СССР и обретения независимости Узбекистана и Таджикистана, некоторые дети и потомки Сеид Алим-хана посетили эти страны. По состоянию на 1998 год, были живы и проживали в различных странах 12 сыновей и 10 дочерей Сеид Алим-хана. Дети и потомки эмира начали покидать Афганистан начиная с 1950-х годов, и их эмиграция из Афганистана усилилась после начала советской интервенции и гражданской войны в этой стране. Практически все дети и потомки эмира уезжали из Афганистана через Пакистан. Некоторые насовсем осели в Пакистане, а остальные дальше переезжали в Турцию, Иран, США, Канаду, Саудовскую Аравию, а также в страны Европы, в основном в Великобританию, Францию, Швейцарию, Германию и Швецию. В настоящее время в этих странах проживают примерно 500 потомков самого Сеид Алим-хана и его династии Мангытов, а также еще примерно столько потомков приближенных (визирей, наместников и т. п.) Сеид Алим-хана, часть которых также эмигрировала с эмиром во время штурма Бухары.

## Награды
- Орден Святого Станислава 1-й ст. с бриллиантами (1901)[17]
- Шашка с бриллиантами (1902)
- Орден Святой Анны 1-й ст. (1906)
- Орден Святого Владимира 2-й ст. (1910)
- Орден Белого Орла с бриллиантами (1911)
- Портрет имп. Николая II c бриллиантами для ношения на груди (1913)
- Орден Святого Александра Невского (1916)

## Киновоплощения
- Аббас Бакиров (Крушение эмирата, 1955)
- Якуб Ахмедов (Гибель Чёрного консула, 1970)
- Марат Арипов (Кто был ничем..., 1974)
- Тургун Азизов (Восход над Гангом, 1975)
- Якуб Ахмедов (Путешествие достойных, 1979)
- Расим Балаев (Огненные дороги, 1979—1984)
- Ульмас Алиходжаев (Уполномочен революцией, 1987)

### Комментарии
1. ↑  Изначально сопротивлялся басмачам, впоследствии примкнул